# Leonard Gliński
Leonard Gliński ps. "Waldemar" (ur. 11 kwietnia 1917 w Kartuzach, zm. 27 maja 2005) – żołnierz Armii Krajowej, polski „Sprawiedliwy wśród Narodów Świata”.

## Życiorys
W trakcie II wojny światowej pomagał 13-letniej żydówce, Alinie Potok. Był wówczas członkiem Armii Krajowej i mieszkał w Warszawie. Tam też zaangażował się w pomoc Alinie. Kiedy usłyszał, że znajomy, u którego się ukrywała, planuje odesłać Alinę lub nawet wydać ją okupacyjnym władzom niemieckim, Gliński błagał go, aby zatrzymał Alinę jeszcze przez kilka dni, w tym czasie udało mu się zdobyć dla niej „aryjskie” dokumenty, w tym świadectwa szkolne, dowód osobisty i akt urodzenia. Ponieważ jej wiek widniejący na tych dokumentach wynosił szesnaście lat, mogła pod przybraną tożsamością zarejestrować się do pracy w Niemczech. Dzięki swoim związkom z podziemiem Gliński załatwił jej wyjazd do Wiednia, gdzie współpracowała z rodziną lekarza, u której przebywała do wyzwolenia tych terenów. Przez cały ten czas Alina korespondowała z Glińskim. Dzięki tej korespondencji ojciec odnalazł ją, gdy ten wrócił do Polski ze Związku Sowieckiego jako oficer Wojska Polskiego. Jako członek podziemia (Komenda Główna Armii Krajowej - Oddział III (Operacyjno-Szkoleniowy) - Wydział Lotnictwa "Bociany" - Baza Lotnicza "Łużyce" - 1. kompania) Gliński traktował ratowanie Aliny jako swój obowiązek i integralną część wojny ze wspólnym wrogiem i nigdy nie oczekiwał niczego w zamian.
Leonard Gliński jest pochowany na Cmentarzu Stare Powązki w Warszawie (kwateraː 126, rządː 1, miejsceː 27).
16 lutego 1984 r. Instytut Jad Waszem uhonorował Leonarda Glińskiego medalem „Sprawiedliwy wśród Narodów Świata”.